# Навігатор (фільм, 1924)
Навігатор (англ. The Navigator) — американська чорно-біла німа комедія 1924 року за участю популярного коміка Бастера Кітона.
Фільм знято за 10 тижнів у затоці Авалон на острові Санта-Каталіна.

## Сюжет
На борту корабля, що дрейфує у відкритому морі, немає нікого, крім двох людей, Ролло Трідвея і Бетсі О'Браєн.
Дія розгортається під час Першої світової війни. Іноземні агенти, які намагалися перешкодити плаванню корабля «Навігатор», зв'язали судновласника і відпустили корабель у вільний дрейф. Через те, що кохана Бастера Бетсі відмовилася від шлюбу з ним, він вирішив вирушити в подорож у повній самоті, але помилково сів не на те судно, а доля зводить його з нареченою на цьому ж кораблі. Бетсі, дочка судновласника, прийшла на судно разом з батьком, але загубила його і, почувши крик про допомогу, намагається його знайти.
Двоє молодих людей спочатку навіть і не підозрюють про те, що відбувається на борту, і зустрічаються не відразу, а спершу мимоволі грають в хованки, лякаючи одне одного до півсмерті. Не пристосовані до праці, розбещені розкішним життям діти багатих батьків, вони ніяк не можуть освоїтися в ситуації, що склалася, навіть приготування їжі стає для них проблемою. Коли ж вони, через кілька тижнів плавання, нарешті пристосовуються до обставин, перед ними виникає нова небезпека: вони бачать берег, населений канібалами. Течія повільно несе корабель прямо до них.
У той час як герой Кітона надягає водолазний скафандр, щоб залатати пробоїну в кораблі, Бетсі вже захопили кровожерливі тубільці. Ролло, що вийшов з моря на берег прямо в скафандрі, розлякує дикунів і разом з Бетсі повертається на корабель. Канібали атакують корабель, але Ролло і Бетсі після запеклої боротьби намагаються від них піти на маленькому човні. Коли переслідувачі майже наздогнали і захопили їх, приходить несподіваний порятунок у вигляді підводного човна.

## У ролях
- Бастер Кітон — Ролло Тридвей
- Кетрін МакГуайр — Бетсі О'Браєн
- Фредерік Врум — Джон О'Браєн, батько Бетсі
- Кларенс Бертон —  шпигун
- Ноубл Джонсон — канібал